# Villaverde Alto (Madrid)
Villaverde Alto, Nucli històric de Villaverde (anteriorment San Andrés) és un barri de Madrid integrat en el districte de Villaverde. Té una superfície de 920,66 hectàrees i una població de 45.324 habitants (2009). Està format per les barriades denominades popularment Villaverde Alto, Plata y Castañar, la Colonia Marconi i el polígon industrial de Villaverde.
Limita al nord amb Orcasitas (Usera), a l'est amb Los Ángeles, San Cristóbal i Butarque i a l'est amb Leganés i al sud amb Getafe. Està delimitat dels altres barris de Villaverde per l'Avinguda d'Andalucía i pel ferrocarril de la indústria.